# Jakub Kamiński
Jakub Kamiński, född 5 juni 2002 i Ruda Śląska, är en polsk fotbollsspelare som spelar för tyska Wolfsburg. Han spelar även för Polens landslag och har tidigare representerat ungdomslandslagen från U16 till U21-nivå.

## Klubbkarriär
Den 10 januari 2022 värvades Kamiński av tyska Wolfsburg, där han skrev på ett femårskontrakt med start den 1 juli samma år.

## Landslagskarriär
Kamiński debuterade för Polens landslag den 5 september 2021 i en 7–1-vinst över San Marino. Han gjorde sitt första mål den 1 juni 2022 i en 2–1-vinst över Wales i Uefa Nations League.

## Meriter
Lech Poznań
- Polsk mästare: 2022